# Saint-Brisson
Saint-Brisson é uma comuna francesa na região administrativa de Borgonha-Franco-Condado, no departamento Nièvre. Estende-se por uma área de 28,67 km². Em 2010 a comuna tinha 264 habitantes (densidade: 9,2 hab./km²).